# サミュエル・カーティス・ジョンソン・シニア
サミュエル・カーティス・ジョンソン（Samuel Curtis Johnson、1833年12月24日 - 1919年12月6日）は、アメリカ合衆国の実業家である。ウィスコンシン州ラシーンでSCジョンソンを創業した。同名の曾孫との区別のためにサミュエル・カーティス・ジョンソン・シニア(Samuel Curtis Johnson Sr.)とも呼ばれる。

## 生涯
ジョンソンは1833年12月24日にオハイオ州エリリアで生まれた。父はフィニアス・ミラー・ジョンソン(Phineas Miller Johnson)、母はオーラ・アン・ジョンソン（Orra Ann Johnson、旧姓コリンズ(Collins)）である。ジョンソン家の血筋は、ニューイングランドに深く根ざしたものである。父方の高祖母（祖父の祖母）アビゲイル・ハバード(Abigail Hubbard)は、マサチューセッツ州ウォータータウンの創設者の一人ジョージ・フィリップスの5代の子孫である。ジョンソンの祖先のヘンリー・ジョンソンは、1626年にイギリスからコネチカット・バレーにたどり着いた。
1882年にウィスコンシン州ラシーンに移り、そこでラシーン・ハードウェア・マニュファクチャリング社の床材のセールスマンになった。1886年、ジョンソンは同社の床材事業を買収し、ジョンソンズ・プリペアード・ペースト・ワックス・カンパニー(Johnson's Prepared Paste Wax Company)として独立した。数年後、ジョンソンの会社は床用ワックスと木工用仕上材を製造する自社工場を建設した。
1906年、息子のハーバート・フィスク・ジョンソンがビジネスパートナーとなり、社名をSCジョンソン・アンド・サン(S. C. Johnson & Son)に変更した。現在も同社では、ジョンソン家による家族経営が行われている。
ジョンソンは1919年12月6日にラシーンで死去し、遺体は市内のグリーンリッジ墓地に埋葬された。
ニューヨーク州イサカにあるコーネル大学のサミュエル・カーティス・ジョンソン経営大学院は、ジョンソンの名前をつけたものである。